# Aphodius congregatus
Aphodius congregatus là một loài bọ cánh cứng trong họ Scarabaeidae. Loài này được Mannerheim miêu tả khoa học năm 1853.